# 월간 낙농
월간낙농(月刊酪農)은 대한민국의 낙농 유가공 전문 월간지이다. 2003년 낙농진흥회에서 최초로 발간하였으며 창간사에서 "최고 수준의 고품격 낙농 전문지로써 대한민국 낙농산업을 선도하는 길라잡이가 되겠다"는 창간사를 밝히며 세간에 첫선을 보였다.

## 개요
2002년 낙농진흥회에서 최초로 창간한 낙농 전문지로 낙농 및 유가공과 관계된 다양한 사회, 문화적인 내용을 토대로 하고 있으며 2013년부터 축산신문사와 업무제휴를 통해 공동발간 체제를 구축하고 있다.
현재 발행인은 이창범 낙농진흥회장이며, 편집인은 이상호 축산신문사장이다. 

## 연혁
- 2003년 – 국내 최초 낙농 전문 월간지로 창간.
- 2013년 – 축산신문과 업무 제휴, 공동발간 체계 구축
- 2019년 – 창간 17주년 기념호 발간